# Петру II Млади
Петру II Млади (на румънски: Petru cel Tânăr; 1547 – 1569) е владетел на Влашко от 25 септември 1559 до 8 юни 1568 г.

## Живот
Петру е най-големият син на княз Мирчо V Чобан и съпругата му Княжна Молдовска. Той става княз на 12-годишна възраст след смъртта на баща си на 21 септември 1559 г., но в действителност в началото от негово име управлява майка му. Противниците на баща му сред болярите се опитват да вземат властта и между 25 септември и 24 октомври се провеждат три битки докато накрая с помощта на османците майка му успява да се справи с опозицията. С обещание за амнистия тя примамва болярите в Букурещ и там нарежда да бъдат екзекутирани. Петру II е признат от Портата за владетел на Влашко срещу значително увеличение на годишния данък изплащан на османците. Но през 1568 г. неприятелите на майка му великият везир Соколлу Мехмед паша и Андроник Кантакузин успяват да издействат пред султана неговото сваляне от трона. Петру е изселен в Сирия заедно с майка си, двамата си по-малки братя Мирчо и Раду и единствената си останала неомъжена сестра Добра. Сестра му впоследствие е дадена за жена на султан Мурад III (през 1574 г. и умира в харема му през 1595 г.), а братята му приемат исляма.
Петру III умира по всяка вероятност отровен на 19 август 1569 г. на 22-годишна възраст в Кония.

## Фамилия
От брака си с Елена Крепович, дъщеря на Никола Крепович, съветник на трансилванския войвода, но сърбин по произход, Петру има дъщеря Тудорита. Но бракът продължава само пет месеца и има съмнения дали Тудорита е негова дъщеря, тъй като се появява на бял свят само пет месеца след сватбата и е известно, че майката на Петру Княжна Молдовска изгонва Елена Крепович заедно с Тудорита обратно в родния ѝ Сибиу.